# Bunarkaig
Bunarkaig (Schots-Gaelisch: Bun Airceig) is een dorp in de Schotse lieutenancy Inverness in het raadsgebied Highland op de noordwestelijke oever van Loch Lochy.